# Molophilus tortilis
Molophilus tortilis är en tvåvingeart som beskrevs av Alexander 1927. Molophilus tortilis ingår i släktet Molophilus och familjen småharkrankar. Inga underarter finns listade i Catalogue of Life.